# ناواگاتگاما
ناواگاتگاما (انگلیسی: Navagattegama) یک منطقهٔ مسکونی در سری‌لانکا است که در استان مرکزی (سری‌لانکا) واقع شده‌است.